# Comic Sans
Comic Sans (prononcé /ˈkɒm.ɪk ˈsænz/ en anglais) est une police de caractères populaire dessinée par Vincent Connare pour la société Microsoft en 1995. 
Initialement publiée dans le pack Plus Windows, elle est distribuée par Microsoft avec Windows, et ce depuis Windows 95. Elle a été téléchargeable avec les Core fonts for the Web.

## Histoire
Le dessinateur de caractères Vincent Connare dit avoir commencé son travail sur la police Comic Sans en octobre 1994. Avant ce projet, il avait déjà réalisé un certain nombre de polices de caractères destinées aux enfants pour diverses applications. Quand il voit une bêta de Microsoft Bob qui utilise la police Times New Roman dans ses phylactères, il décide de créer une nouvelle police fondée sur l'écriture manuscrite des bandes dessinées, les comics, qu'il a dans son bureau, c'est-à-dire Watchmen et Batman: Dark Knight,,. Le terme « Sans » indique l'absence d'empattement (serif) et le « MS » désigne Microsoft.
Il achève son travail sur cette police trop tard pour qu'elle puisse être incluse dans Microsoft Bob, mais le programmeur de Microsoft 3D Movie Maker (en) la choisit pour ce programme. Entre-temps, Comic Sans commence à circuler parmi les employés de Microsoft, qui s'en servent pour des messages de fêtes d'anniversaire ou d'annonces d'événements. 
Elle devient une police de base dans les versions OEM de Windows 95. Finalement, elle devient une des polices par défaut de Microsoft Publisher et Internet Explorer. Comic Sans MS est également utilisée dans Microsoft Comic Chat, lequel est sorti en 1996 avec Internet Explorer 3.
En avril 2011, une version OpenType étendue, Comic Sans Pro, est publiée.

## Critiques
Comic Sans MS fait l'objet d'une campagne lancée par des graphistes afin de l'éliminer ou d'en diminuer l'usage. Cette campagne se fonde sur des critiques formulées par certains puristes de la typographie qui la trouvent puérile,, mal conçue, mal dessinée, et souvent utilisée à mauvais escient. Il est de plus reproché à la police de ne pas avoir de fonte spécifique pour l'italique ou le gras et de ne pas avoir de table de crénage. Les critiques affirment enfin que son inclusion dans le « pack » de polices de base de Microsoft conduit à un usage inapproprié, comme par exemple dans le corps de texte d'un document.
En 2010, Time Magazine inclut Microsoft Bob dans une liste des 50 pires inventions, reprochant notamment au logiciel d'avoir introduit Comic Sans MS, « peut-être la pire police de caractères de tous les temps,. »
Son créateur, Vincent Connare, répond à ces reproches en soulignant que cette police n'a pas pour but de devenir une police à usage général, mais de servir comme écriture dans des programmes pour enfants.
Même critiquée, cette police est tout de même encore utilisée : ainsi, le 4 juillet 2012, elle apparaît lors de la conférence de presse du CERN annonçant la découverte du boson de Higgs, ce qui suscite des réactions interloquées.

## Avantages
La police Comic Sans fait partie des polices recommandées pour les dyslexiques.

## Culture
Parmi les personnages importants du jeu vidéo Undertale, figure Sans (en), un personnage emblématique faisant référence à la police Comic Sans et s'exprimant via cette dernière.

### Polices proches
- Kristen ITC.
- Chalkboard.
- (en) Craig Rozynski, « Comic Neue » (consulté le 23 janvier 2018).